# 股旅'78
「股旅'78」（またたび ななじゅうはち）は、1978年5月25日にビクター音楽産業（現：JVCケンウッド・ビクターエンタテインメント）より発売された橋幸夫の137枚目のシングルである（SV-6415）。

## 概要
- 前年のシングル「股旅グラフィティ さらば渡り鳥」ならびにオリジナルアルバム「股旅グラフィティ」で作詞家阿久悠の股旅作品を発表した橋幸夫は、阿久と本格的な股旅関係のオリジナルアルバム制作に取り組み、ニュー股旅をコンセプトに、全編阿久悠作詞、作曲は6名の著名な作家により2曲ずつの競作構成で「またたびの詩」を「橋幸夫オリジナル'78」を副題として制作、発売した。
- 橋の依頼を受けた阿久は「ぼくは、架空も架空、大ウソのSF股旅をメインに書くことを条件にして、かなり現代的な旅ガラス物を十二篇書」き[1]、そのうち4曲がシングルカットされた。
- 「股旅'78」そのアルバムを代表する曲で、「新しい股旅物をつきつめてやってみよう」というコンセプトで、「当時流行のディスコサウンドと股旅物をミックスしたもの」に仕上げられた[2]。
- ジャケットもパンタロンで手甲、脚絆に帯をしめて、長脇差に三度笠、合羽姿の旅人が描かれていた。
- 作曲は元ジャッキー吉川とブルー・コメッツの井上忠夫（のちの井上大輔）で、橋とは前々作の「泥んこ」で初共演している。
- 後年、阿久は「（この橋幸夫の旅ガラス）も、映画的、劇画的で、ついには、SFまで混じったというものである。それもこれも、昭和53年（1978年）に旅ガラスが登場する理由を懸命に探していたということである。奇妙な股旅物ではあっても、決してゲテ物ではなかったと思っている。井上忠夫作曲、高田弘編曲の音もカツコいい」と回顧している[3]。
- アルバム発売の1ヶ月前にシングルカットされ先行発売された。
- c/wは「さすらいびとの数え歌」同一作家による作品で、アルバム「またたびの詩」からのシングルカットである。

## 収録曲
両曲共に作詞：阿久悠、作曲：井上忠夫、編曲：高田弘
1. 股旅'78
2. さすらいびとの数え歌

## 収録アルバム
オリジナルアルバム「またたびの詩」以外では以下に収録
- 『橋幸夫が選んだ橋幸夫ベスト40曲』（2000年10月4日）VICL-60641〜2
- 『元祖！リズム歌謡』（2005年6月29日）VICL-61686
- 『橋幸夫　ザ・ベスト』（2012年7月25日） VICL-63901
- 芸能生活45周年記念盤『歌の架け橋』(2005年12月)　VICL-61843〜5
- 『翼 -60th Anniversary Premium Box-』Disc1「旅」（2020年12月） VIZL-1827